# Sergej K. Dakov
Sergej Nikolajevič Kurdakov (Сергей Николаевич Курдаков, 1. března 1951 – 1. ledna 1973), v Česku vydávaný pod jménem Sergej K. Dakov, byl autor či spoluautor románu ve formě autobiografie Odpusť, Natašo! (anglicky The Persecutor nebo Forgive Me, Natasha). Původně byl ruský sirotek, člen Komsomolu, údajně přesvědčený komunista a agent KGB. Jako námořní kadet později uprchl ze sovětské lodi, kotvící v zálivu Tasu Sound u ostrova Moresby v souostroví Ostrovy královny Charlotty nedaleko Vancouveru. Po útěku získal v Kanadě azyl, žil v Torontu a stal se křesťanským misionářem. Posléze se na základě spojení s křesťanskou evangelizační organizací Underground Evangelism přestěhoval do Kalifornie.
Sergej Kurdakov zemřel na Nový rok 1973 v motelu v horách v kalifornském okrese San Bernardino, dva měsíce před svými dvaadvacátými narozeninami. Smrt si způsobil výstřelem z revolveru, který si vypůjčil od otce své sedmnáctileté přítelkyně, která jej na výletě doprovázela. Původní domněnka, že se jednalo o sebevraždu, byla nakonec odmítnuta a smrt byla označena za nešťastnou náhodu. Někteří jeho křesťanství podporovatelé a spolupracovníci však nadále šířili tezi, že byl zavražděn KGB.

## Literární dílo
Děj Kurdakovova románu Odpusť, Natašo! vypráví o autorově dětství v sirotčinci, angažovanosti v komsomolském hnutí a účasti na pronásledování křesťanů a pozdějším obrácení na křesťanskou víru a dobrodružném útěku do Kanady. Kniha měla v křesťanských kruzích velký úspěch a byla přeložena do řady jazyků včetně češtiny. Kurdakov knihu napsal zřejmě ve spolupráci s vedením evangelikální misijní organizace Underground Evangelism, která ji pak šířila.
Kniha Odpusť, Natašo! byla dlouho považována za věrný popis autorova života v Sovětském svazu. Když se však koncem 90. let 20. století křesťanská novinářka Caroline Walkerová vydala do Ruska, aby natočila reportáž o životě tehdy již dlouho mrtvého Kurdakova, podle svědectví Kurdakovových blízkých zjistila, že řada událostí se zřejmě odehrála jinak. Podle jejích zjištění pak polský režisér Damian Wojciechowski natočil dokument Forgive Me, Sergei (Odpusť, Sergeji, 2004), jenž získal několik ocenění. Odchylky Kurdakovových líčení od reality jeho života zřejmě lze kromě uměleckého záměru vysvětlit i jeho snahou získat v Kanadě azyl a snahou jeho spoluautorů z řad organizace Underground Evangelism vytvořit emotivní, prodejný příběh.